# مرمم

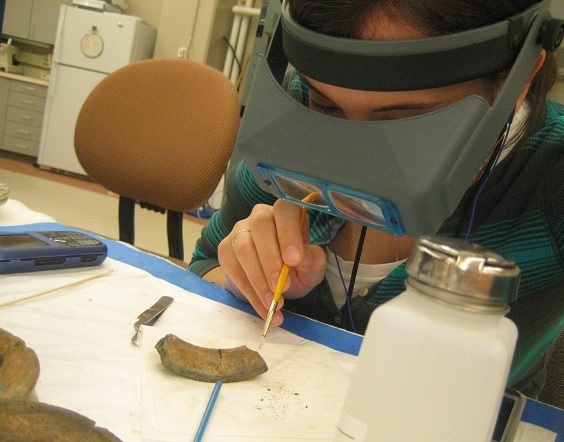
مرمم يقوم بترميم قطعة فخار.

المُرَمِّم هو شخص مختص ومسؤول عن عمليّة ترميم التحف الثقافيّة والفنيّة فيما يُطلق عليها الإرث الثقافي. يعتمد باتخاذ قراره بالتدّخل في الترميم على القيمة، إذ عادةً ما يتم النظر إلى مجموعة من القيم الفنيّة والسياقيّة والإعلاميّة ضمن ترميم وحفاظ الإرث الثقافي. وقد يكون قرار عدم التدخّل في بعض الحالات خيارًا مناسبًا.
يمتلك المرمّمون الخبرة للحفاظ على التراث الثقافي بطريقة تحافظ على سلامة الغرض أو المبنى أو الموقع، بما في ذلك أهميته التاريخيّة وسياقه وجوانبه الجماليّة أو المرئيّة. يتم هذا النوع من الحفاظ عن طريق تحليل وتقييم الحالة الثقافيّة للشيء المُرمَّم، وأدلة تدهور حالته، أو التخطيط لعناية المجموعات وهو ما يُسمّى بالحفاظ الوقائي، أو استراتيجيات إدارة الموقع التي تمنع الضرر بذلك الشيء، بالإضافة إلى إجراء الأبحاث.

## مجالات العمل

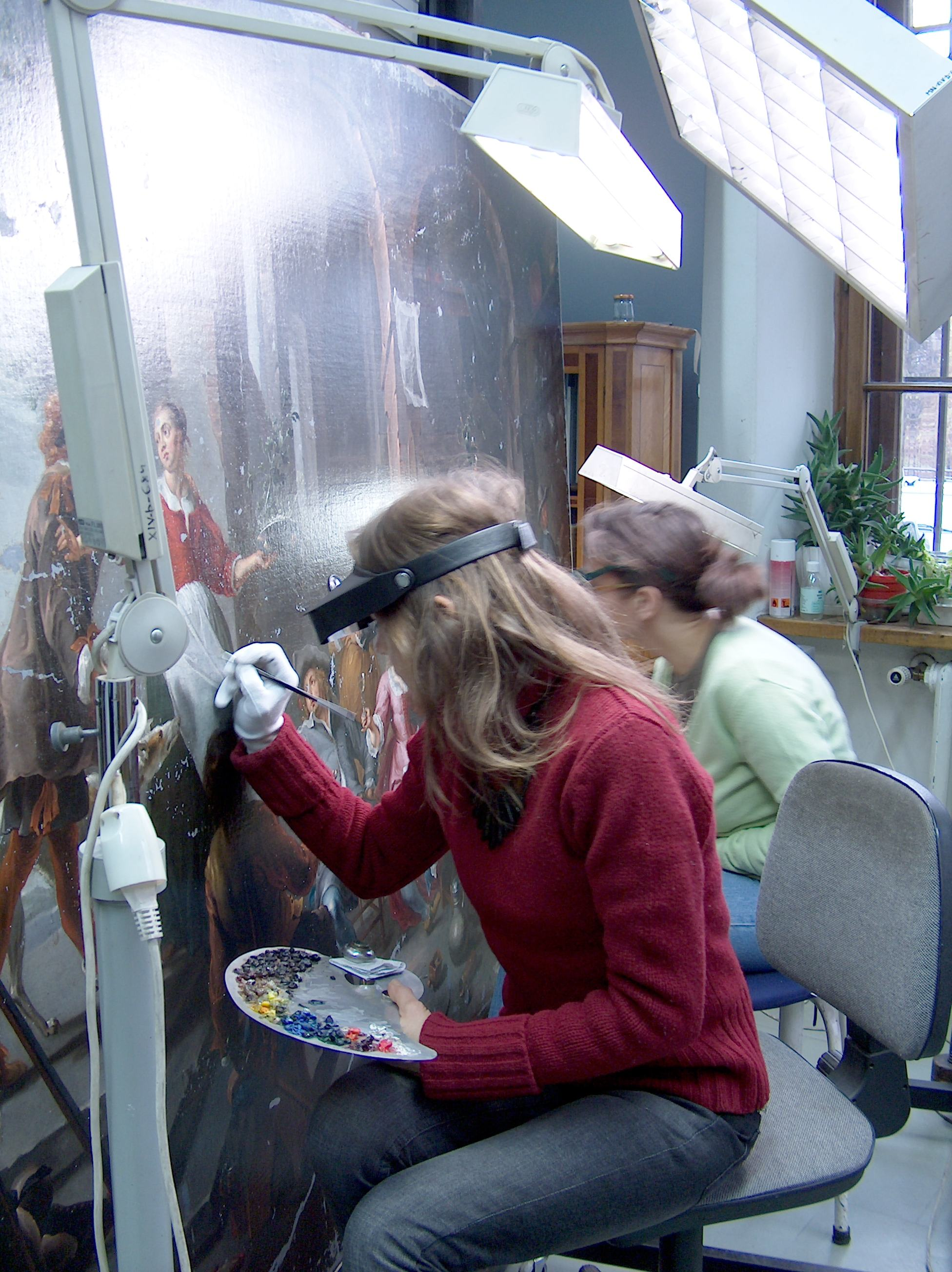
ترميم اللوحات في المتحف الوطني، وارسو.

- الحفاظ المعماري
- الحفاظ الأثري
- حفاظ الكتب والمخطوطات والوثائق
- حفاظ الصور
- حفاظ وترميم اللوحات
- حفاظ وترميم الأثاث الخشبي
- حفاظ المواقع التاريخية
- حفاظ الحدائق التاريخية
- حفاظ الآلات الموسيقية
- حفاظ وترميم الفخاريات
- حفاظ وترميم الزجاج
- حفاظ وترميم العاج
- حفاظ وترميم المعادن
- حفاظ النسيج

## وصلات خارجية
- ترميم المتحف البريطاني
- المتحف الحضري لترميم الفنون
- متحف ترميم الفنون الجميلة
- خلاصة عن متحف التقنيين والمرممين
- حفظ متحف سميثسونيان
- معهد الحفاظ الكندي